# محمد باقر الأنصاري الزنجاني

## مولده ونشأته
هو الشيخ محمد باقر بن الحاج إسماعيل بن محمد بن علي الأنصاري الزنجاني الخوئيني الأصل القمي المولد، حيث ولد بقم 25 شعبان 1380هـ، الموافق 11 فبراير 1961م. نشأ وترعرع في قم.

## دراسته
درس اللغة العربية وآدابها وأكمل الدروس الحوزية، ثم حضر في الدروس العالية في الفقه واُصوله على الشيخ مرتضى اليزدي الحائري والشيخ حسين الوحيد الخراساني والسيد موسى الزنجاني والسيد محمد الروحاني.

## مؤلفاته وأعماله
- تأليف:

- شرح حديث الكساء. بالفارسية.
- قصّة المختار الثقفي.
- سرار غدير. بالفارسية.
- خطابه غدير. الفارسية.
- 'فهرست مخطوطات مكتبة الشيخ علي حيدر الخاصة في قم.

- ترجمة:

- ترجمة كتاب الأخلاق لعبدالله شبر إلى الفارسية.
- ترجمة مقتل أبي محنف إلى الفارسية.

تحقيق:
- كتاب سليم بن قيس الهلالي.
- اليقين لابن طاووس.
- التحصين لابن طاووس.